# مشاري نايف
مشاري نايف الديحاني ، لاعب كرة قدم كويتي.
و هو يلعب مع نادي النصر الكويتي.